# Brevet d'aptitude aux fonctions de directeur en accueils collectifs de mineurs
Pour les articles homonymes, voir BAFD.
 (mars 2024).
En France, le brevet d'aptitude aux fonctions de directeur en accueils collectifs de mineurs à caractère éducatif , ou BAFD, est un brevet d'État non professionnel, délivré par le directeur régional de la jeunesse, des sports et de la vie associative, destiné à permettre de diriger à titre non professionnel, en accueil collectif de mineurs (ACM) dans le cadre d'un engagement social et citoyen et d'une mission éducative. Le BAFD est créé en 1972 (il remplace le brevet d'aptitude aux fonctions de directeur de colonie de vacances et de centre aéré créé en 1946), il a subi plusieurs réformes depuis sa création. Le code de l’action sociale et des familles dispose que les fonctions de direction des séjours de vacances et des accueils de loisirs (de petite taille, moins de 80 enfants) sont exercés notamment par les personnes titulaires du brevet d'aptitude aux fonctions de directeur.
Ce diplôme permet à son titulaire d'exercer une profession réglementée et contrôlée par le Ministère de la Jeunesse et des Sports. Les bulletins B2 et B3 du casier judiciaire et le FIJAIS sont vérifiés par les services de l'état.
La qualité de titulaire du diplôme du BAFD est une garantie pour les organisateurs d' Accueil collectif de mineurs (ACM) que son détenteur est apte à affronter toutes les responsabilités incombant à un directeur (organisation - gestion - responsabilité pédagogique...) pour tous les types d’accueils relevant d’une déclaration (accueils de loisirs, séjours de vacances, accueils de scoutisme…) Le BAFD n’est cependant pas une formation professionnelle. Ce brevet a pour finalité de développer, dans le cadre d’un engagement social, citoyen une mission éducative et de diriger un accueil collectif de mineurs. La durée totale de la formation ne peut excéder 4 ans (sauf dérogation : 5 ans). Il est recommandé par les organismes et les jurys régionaux BAFD des DRJSCS d'effectuer plusieurs expériences pratiques sur 3-4 ans, afin de consolider son expérience et son dossier lors de la présentation du bilan final. Il est possible d'obtenir une prorogation d'un an sur demande motivée.
Les statistiques (1985 à 2015) du nombre de diplômés BAFD sont de 2000/an. Contre 55 000 BAFA/an . Le BAFD est beaucoup plus complexe à obtenir par rapport à un BAFA au vu des étapes plus longues et des missions dévolues au directeur d'accueil collectif de mineurs.
C'est le directeur qui est le premier responsable de l'accueil collectif de mineurs, c'est à lui que revient la tâche de mise en place de fonctionnement, qu'il devra élaborer dans le projet pédagogique.

## Conditions d'accès à la formation BAFD
Il faut impérativement avoir 18 ans (à compter du 1er avril 2020, 21 ans auparavant) au premier jour de la formation et être titulaire :
- du BAFA
- OU d'un diplôme, titre ou certificat dits « équivalent » (fixés par arrêté[8]) assorti de 2 expériences d'animation d'un total de 28 jours minimum durant les 2 dernières années[9].

### Abaissement de l'âge minimum d'entrée en formation
Lors de sa création en 1972, il était nécessaire d'être majeur (21 ans à l'époque) pour entrer en formation BAFD. Depuis, l'âge de la majorité en France est passé à 18 ans. Pour cette raison et pour répondre à des difficultés de recrutement des directeurs et directrices d'ACM, l'age minimum pour débuter une formation BAFD passe à 18 ans au 1er avril 2020. Cette modification règlementaire s'inspire des recommandations faites à l'issue d'une mission sur les simplifications des politiques de jeunesse, afin d’identifier « les complexités et les solutions de simplification associées aux différentes étapes de la vie des 16-30 ans ». Cette mission confiée en 2016 par le Premier Ministre Bernard Cazeneuve a donné lieu à un rapport intitulé « Arrêtons de les mettre dans des cases ! Pour un choc de simplification en faveur de la jeunesse » publié en mars 2017.

## Obtenir le diplôme du Brevet d'Aptitude aux Fonctions de Directeur
L'essentiel du cadrage réglementaire de la formation au BAFD est rassemblé sous le titre II de l'arrêté du 22 juin 2007 et de l'article 25 de l’arrêté du  15 juillet 2015.
Cette formation se déroule en 5 étapes :
- 1re étape : La session de formation générale vise à apporter les éléments fondamentaux pour exercer l'ensemble des fonctions de direction. Elle dure 9 à 10 jours minimum[13].
- 2e étape : Le stage de direction qui donne l'occasion d’endosser le rôle de directeur dans un cadre réel, sous la supervision d’une équipe expérimentée. Ce stage vous permet d’appliquer les connaissances acquises et d’expérimenter la gestion d'une équipe en conditions réelles[14].Le début du stage pratique ne peut avoir lieu plus de 18 mois après la fin du stage de formation générale. Il dure 14 jours minimum[15].
- 3e étape : La session de perfectionnement permet au stagiaire, après évaluation menée avec les formateurs et en s'appuyant sur son projet personnel de formation, de compléter ses acquis par des séquences de formation adaptées. Elle dure au moins 6 jours[16].
- 4e étape : Le second stage pratique vise le perfectionnement des compétences nécessaires pour exercer l'ensemble des fonctions. Il dure 14 jours au minimum[15]. Ce second stage pratique, dois s'effectuer obligatoirement en fonction de directeur et non d'adjoint.
- 5e étape : À la fin de la formation, le candidat rédige un bilan de formation[17] (d'une vingtaine de pages, sans compter les annexes) qu'il envoie au directeur régional de la jeunesse, des sports et de la vie associative. Il consiste en une analyse, basée sur les évaluations intermédiaires, des acquis au cours des différentes étapes et au regard des 5 fonctions. Le jury peut convoquer le candidat en vue d'un entretien[18]. Les pratiques concernant cet entretien varient d'une région à l'autre, certaines ont tendance à convoquer systématiquement les candidats alors que d'autres ne le font que lorsqu'il existe des manques dans le document écrit (bilan de fin de formation). Il est recommandé par les organismes et les jurys régionaux BAFD des DRJSCS d'effectuer plusieurs expériences pratiques sur 3 ans, afin de consolider son expérience et son dossier lors de la présentation du bilan final. Il est possible d'obtenir une prorogation d'un an sur demande motivée

A l'issue des cinq étapes de la formation, le dossier du candidat (certificats de stages et mémoire du directeur) sont présentés au jury régional (DRDJSCS). Cette instance délibère et déclare le candidat reçu, ajourné ou refusé.

### Renouvellement de l'autorisation d'exercer les fonctions de direction
À l'issue de cette formation, le titulaire du BAFD se voit attribuer une autorisation d'exercer d'une durée de 5 ans, renouvelable à condition d'en faire la demande avant la fin de ce délai. Pour renouveler cette autorisation d'exercer, il faut justifier dans les 5 dernières années avoir dirigé un ACM pendant au moins 28 jours, ou avoir encadré une session de formation BAFA ou BAFD. Il est possible de passer de nouveau un stage de perfectionnement, après le délai des 5 ans pour renouveler son autorisation. Le diplôme du BAFD reste valable à vie.

### Objectifs de la formation et mission du directeur en ACM
La formation au brevet d’aptitude aux fonctions de directeur en accueils collectifs de mineurs (BAFD) a pour objectif de préparer aux fonctions suivantes conformément aux dispositions de l'article 25 de l'arrêté du 15 juillet 2015.
- élaborer et mettre en œuvre avec son équipe d'animation, dans le respect du cadre réglementaire des accueils collectifs de mineurs, un projet pédagogique en cohérence avec le  projet éducatif en prenant notamment en compte l'accueil de mineurs atteints de troubles de la santé ou porteurs de handicaps ;

- coordonner et assurer la formation de l'équipe d'animation ;

- diriger les personnels et assurer la gestion de l'accueil ;

- développer les partenariats et la communication ;

- situer son engagement dans le contexte social, culturel et éducatif.

La formation au diplôme du BAFD doit permettre d'accompagner le directeur vers le développement d'aptitudes lui permettant de transmettre et de faire partager les valeurs de la République, notamment la laïcité.

### Contenus de la formation
Au regard de ces objectifs, la formation comprendra généralement, les contenus suivants :
- la gestion administrative et financière
- comptabilité
- gestion et recrutement du personnel d'animation et technique
- notions d'économat
- élaboration d'un projet pédagogique, de compte rendu de séjours, de bilan qualitatif et quantitatif
- animation d'une équipe
- conduite de réunion
- formation des animateurs
- suivi sanitaire
- réglementation
- élaborations de nombreux documents pédagogiques, de comptabilité, administratifs
- relation avec les organisateurs, parents, partenaires et prestataires

## Sur le marché de l'emploi
Le BAFD est le principal brevet permettant de diriger les Accueils Collectifs de Mineurs de façon occasionnelle . Le BAFD bien qu'étant un diplôme non professionnel est souvent demandé en milieu professionnel (dérogation DDJSCS) pour les structures de petite taille notamment en milieu rural[réf. souhaitée] La réglementation requiert un diplôme d’État professionnel enregistré au RNCP, pour diriger plus de 80 jours par an, un ACM comptant plus de 80 mineurs, de ce fait, un diplôme professionnel (type BP JEPS loisirs tous publics, animateur socioculturel) est exigé par la réglementation des ACM.
La loi du 23 mai 2006 crée le statut de volontaire associatif et introduit le contrat d'engagement éducatif destiné à l'embauche des animateurs et directeurs occasionnels d'accueils collectifs de mineurs. Le décret du 28 juillet 2006 est venu préciser la rémunération des directeurs et animateurs occasionnels. Il s’agit d'un régime d'équivalence forfaitaire d'au minimum 2,2 fois le SMIC horaire par jour travaillé, dans la limite de 80 jours sur une période de 12 mois consécutifs.

## Organismes de formation
Les sessions de formation sont dispensées par des organismes de formation disposant d'un agrément du Ministère de la Jeunesse et des Sports. Cet agrément peut être régional ou national. Parmi les organismes agréés on peut citer :
- l'AFOCAL
- l'AROEVEN
- l'ATC (Association Touristique de Cheminots)
- les CEMÉA (Centre d'Entrainement aux Méthodes d'Éducation Active)
- le CFAG (Centre de Formation d'Animateurs et de Gestionnaires)
- la Confédération nationale des foyers ruraux
- le CPCV (Comité protestant des centres de vacances)
- les Familles rurales
- la Fédération Nationale Léo Lagrange (FNLL)
- les Francas
- la FSCF (Fédération Sportive et Culturelle de France)
- l'IFAC (Institut de formation, d'animation et de conseil)
- la Ligue de l'enseignement
- Loisirs Éducation Citoyenneté Grand Sud (LEC GS)
- le MRJC
- l'OFAC
- les STAJ (Services Techniques des Activités de Jeunesse)
- Le mouvement du Scoutisme Français
- l'UCPA
- l'UDOVEP
- l'UFCV